# 斜帶副脂䲁
斜帶副脂䲁（學名：Paraclinus nigripinnis），為輻鰭魚綱䲁形目脂䲁科副脂䲁屬的一個種，分布於中東太平洋哥斯大黎加及巴拿馬海域，深度0至10公尺，本魚體長，吻部尖，觸鬚分佈於鼻孔、眼上方和頸背，頸背卷鬚扁平，具指狀突起，鰓蓋骨有2-8根尖刺，側線完整且連續，拱起於胸鰭上方，側線鱗31-35枚，體黃褐色至深褐色，身上有4-7條深色橫帶，頸鰭觸鬚淺色，背鰭有0-8條橫帶，通常在鰭後部有一個黑色、中心為藍色、帶有橙色環狀眼斑，尾鰭基部有一條深色橫帶，其餘部分清晰可見，臀鰭有0-6條橫帶，背鰭硬棘29-31枚，第3和第4背棘之間有深凹口，前棘隆起，背鰭軟條1枚、臀鰭硬棘2枚、臀鰭軟條17-19枚，體長可達6.5公分，棲息在藻類生長的岩石潮池或珊瑚礁，生活習性不明，可做為觀賞魚。